# Porkkala

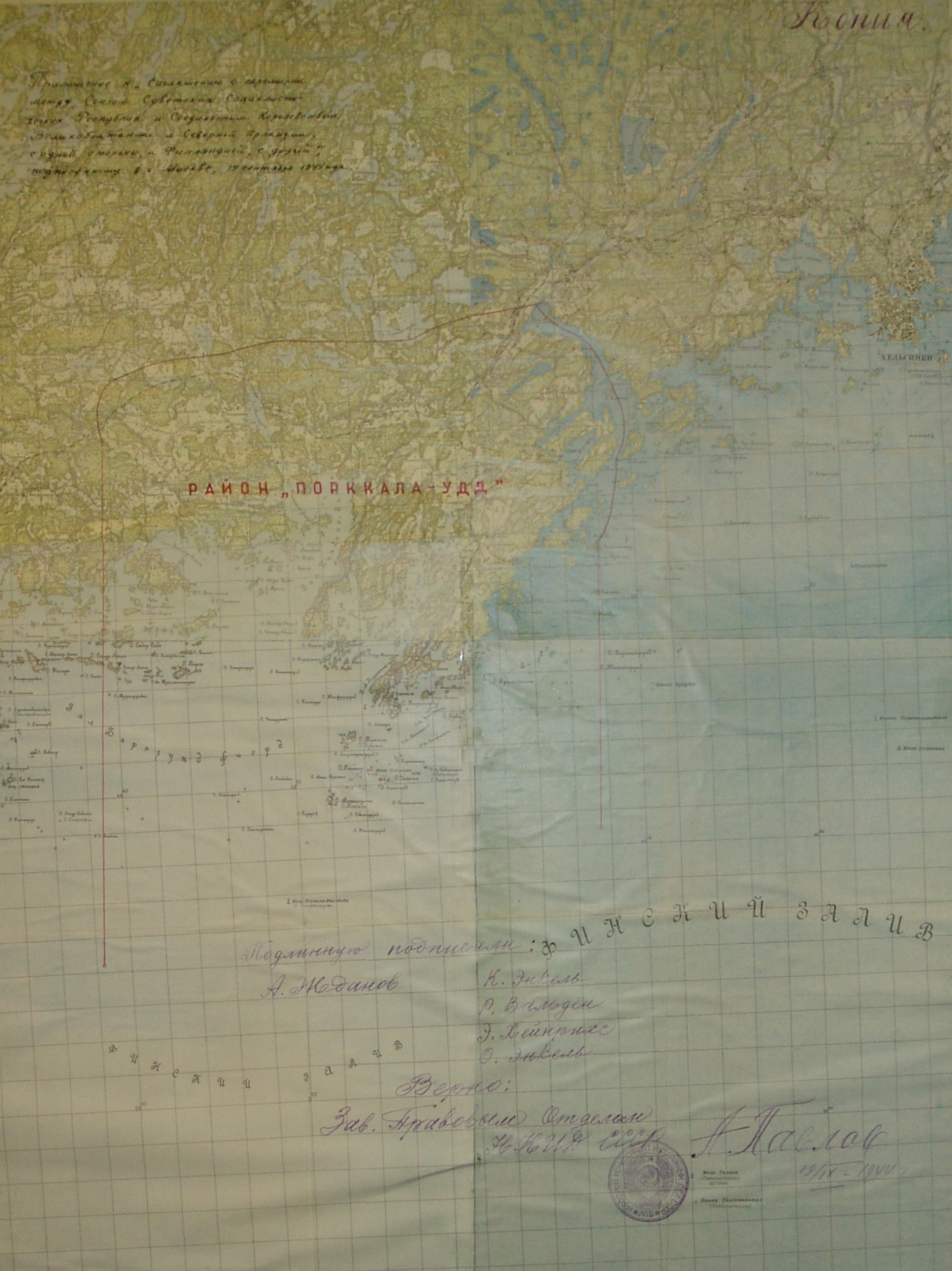
Mapa poloostrova a okolí

Porkkala (švédsky Porkala, rusky Порккала) je poloostrov ve Finském zálivu, na pobřeží Finska, přibližně 30 km jihozápadně od Helsinek. Mezi lety 1944 až 1956 byla vojenská základna na Porkkale pod sovětskou vojenskou správou jako pronajaté území od Finska. Dnes je zde námořní základna finského vojenského námořnictva.

## Sovětská vojenská základna
V polovině 20. století měla Porkkala 20 km západně od Helsinek velký strategický význam, neboť na ní umístěné pobřežní dělostřelectvo mohlo dostřelit až do poloviny Finského zálivu. Kontrola Porkkaly spolu s kontrolou estonského břehu Finského zálivu umožňovala blokovat přístup do Leningradu z Baltského moře. Současně byla v dostřelu děl od Helsinek, hlavního města Finska, a umožňovala tak svému držiteli vyvíjet nátlak na Finsko. Proto Sověti v rámci podmínek příměří požadovali vojenskou námořní základnu Porkkala.
To bylo ujednáno v dohodě o sovětsko-finském příměří z Moskvy 19. září 1944 a sovětská vojska ji převzala již 3. října. Celková plocha tohoto teritoria byla 380 km². Přestože bylo území poměrně řídce osídleno, požadoval Sovětský svaz aby bylo předáno neobydlené. Evakuační doba byla dojednána na pouhých 10 dnů, to znamenalo pro 10 tisíc obyvatel (především švédsky mluvících zemědělců) okamžité opuštění jejich domovů. Prezident Mannerheim právě z důvodu blízkosti základny navrhoval přesun hlavního města z Helsinek zpět do Turku.
Pronájem byl potvrzen Pařížskou mírovou smlouvou v roce 1947. Doba nájmu byla stanovena na 50 let, předpokládalo se tedy trvání do roku 1994. Finsko muselo ručit za přístupové cesty k základně. Území základny zasahovalo do železniční tratě z Helsinek do Turku. Vlaky zde proto musely projíždět se zakrytými okny. 
Vzhledem k politickým změnám uvnitř i vně vystoupil Sovětský svaz na konferenci velmocí v Ženevě v roce 1955 s požadavkem na zrušení vojenských základen na cizích územích. V důsledku dosavadního vývoje nových zbraní poklesl pro SSSR vojenský význam základny. V září téhož roku byla v Moskvě podepsána dohoda, ve které se Sovětský svaz zřekl území základny a také byla o 20 let prodloužena dosavadní finsko-sovětská dohoda o přátelství. Území se vrátilo pod vládu Finska již v následujícím roce a obyvatelstvo se mohlo opět vrátit do svých domovů. Sověti zde vybudovali několik vojenských zařízení, ale značnou část území zanechaly v poničeném stavu.

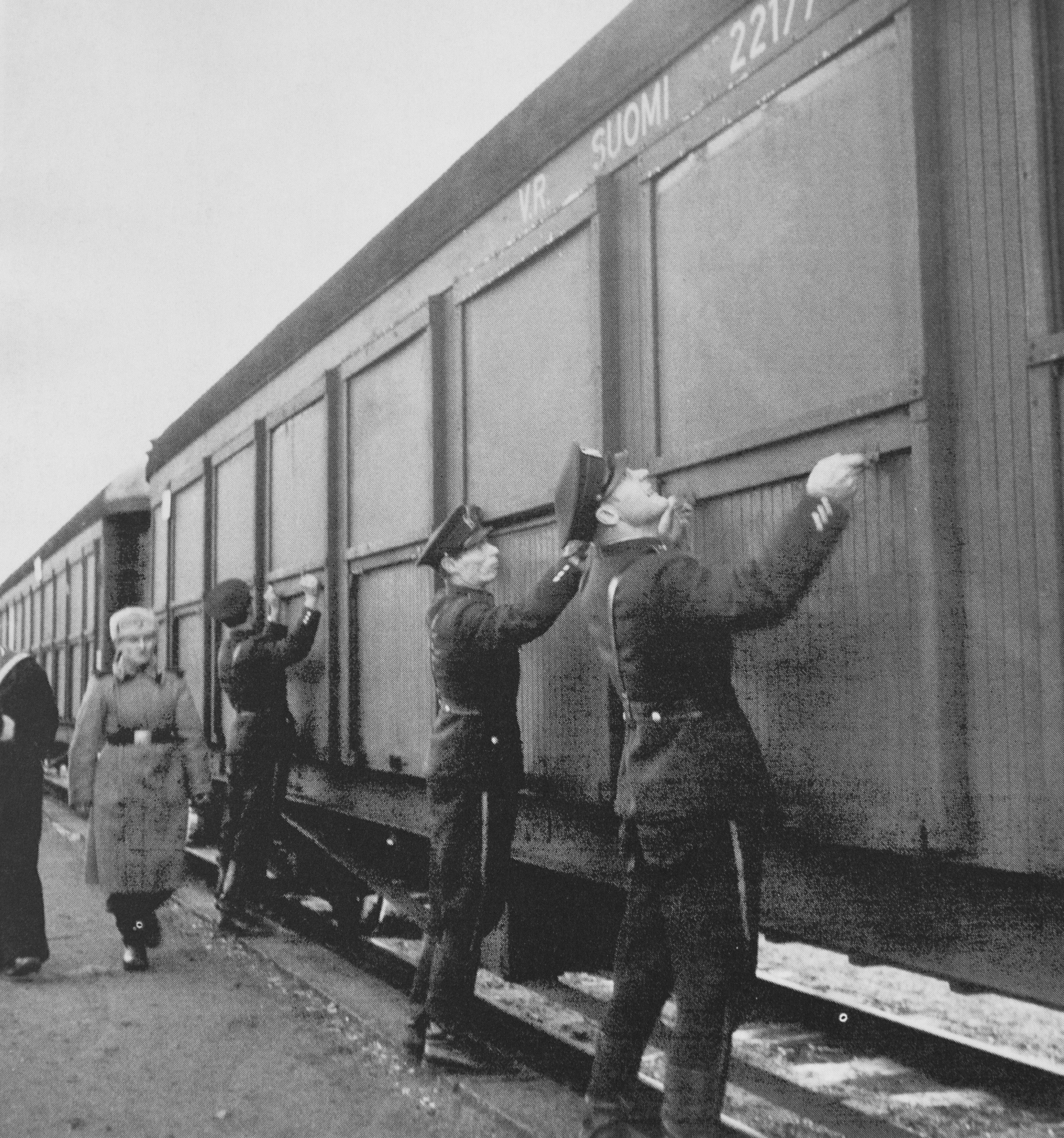
Zakrývání oken vagónů v Espoo
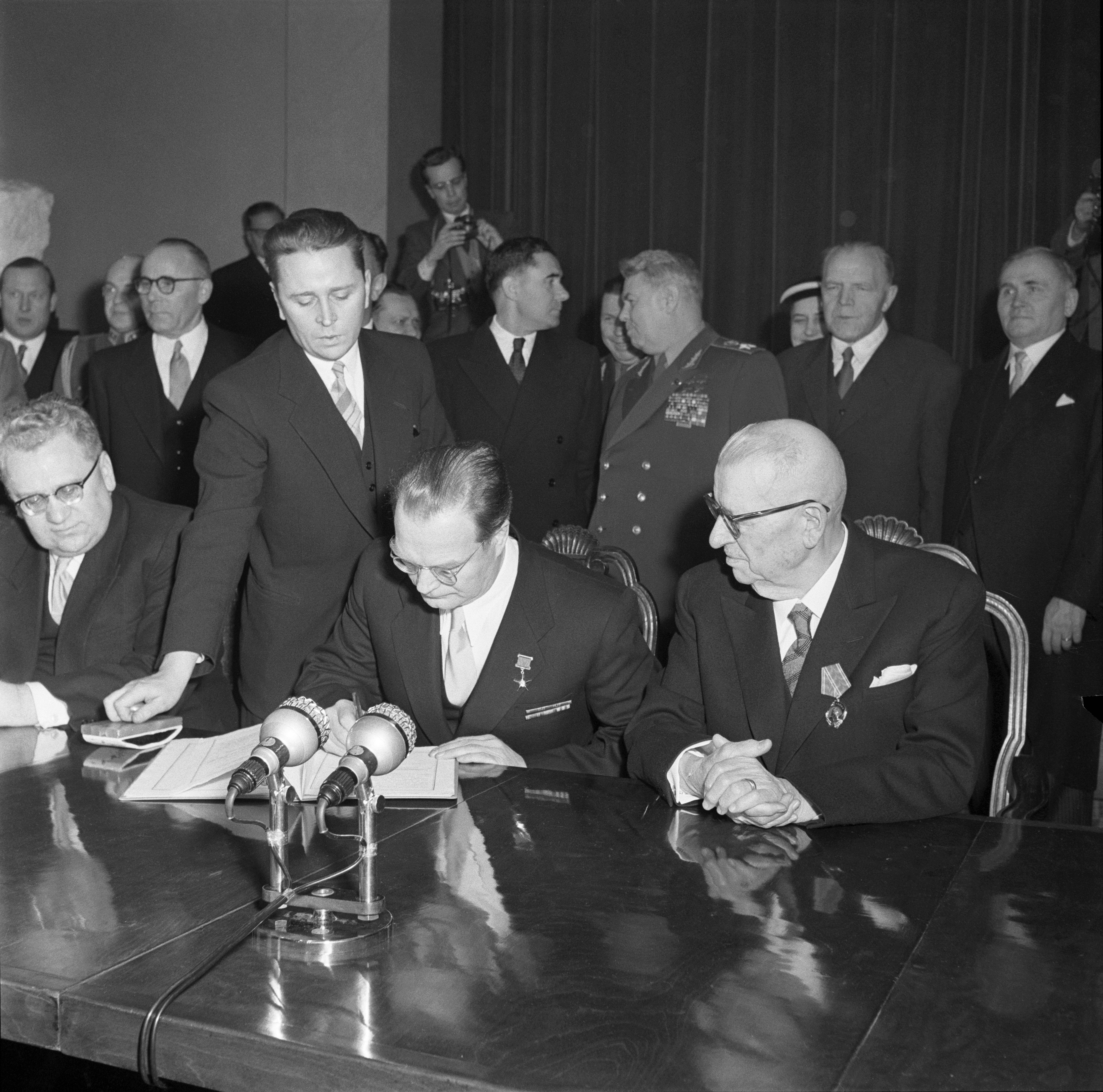
Pervukhin a Paasikivi podepisují smlouvu o navrácení základny (leden 1956)
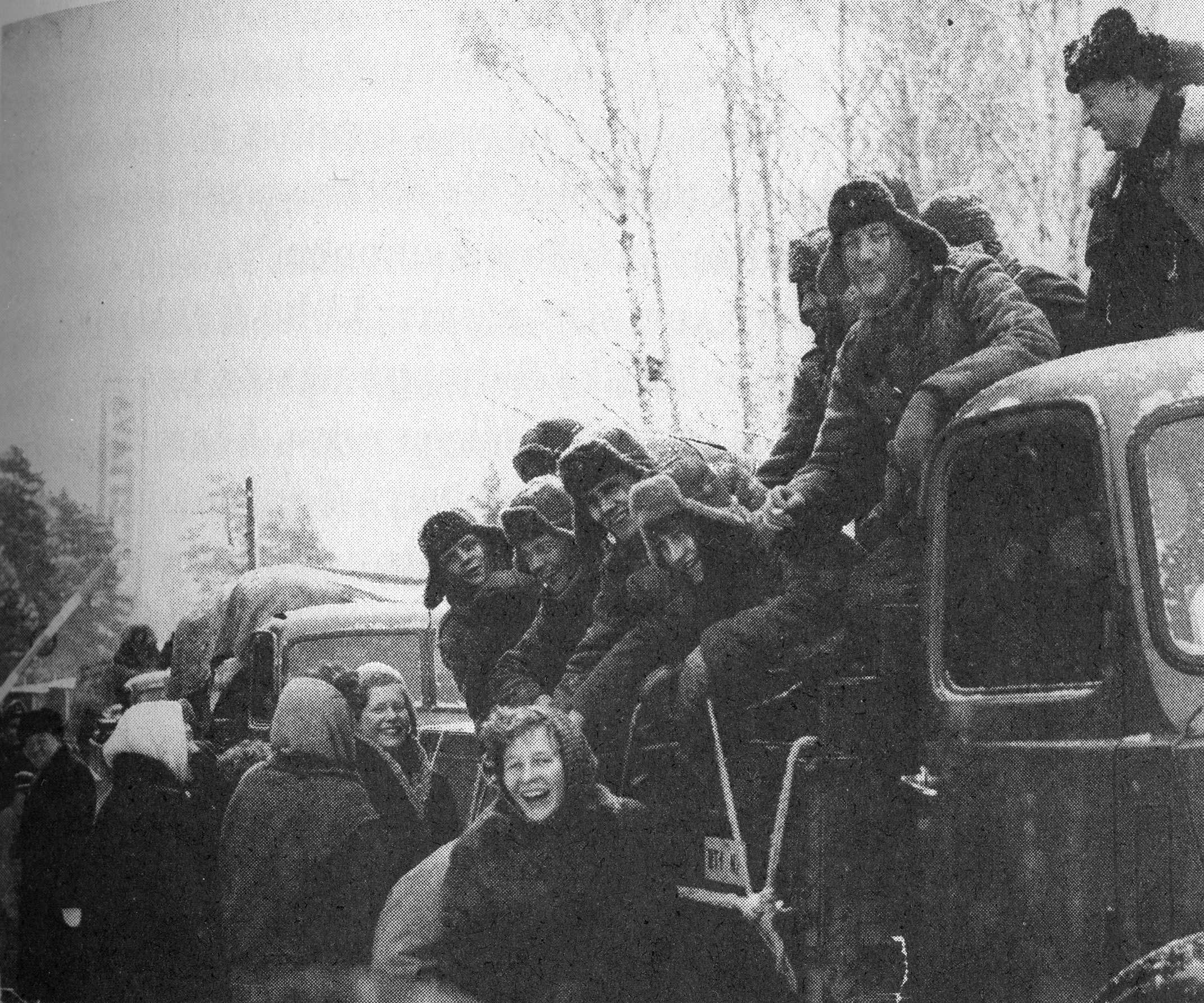
Návrat finských jednotek na Porkkalu v roce 1956
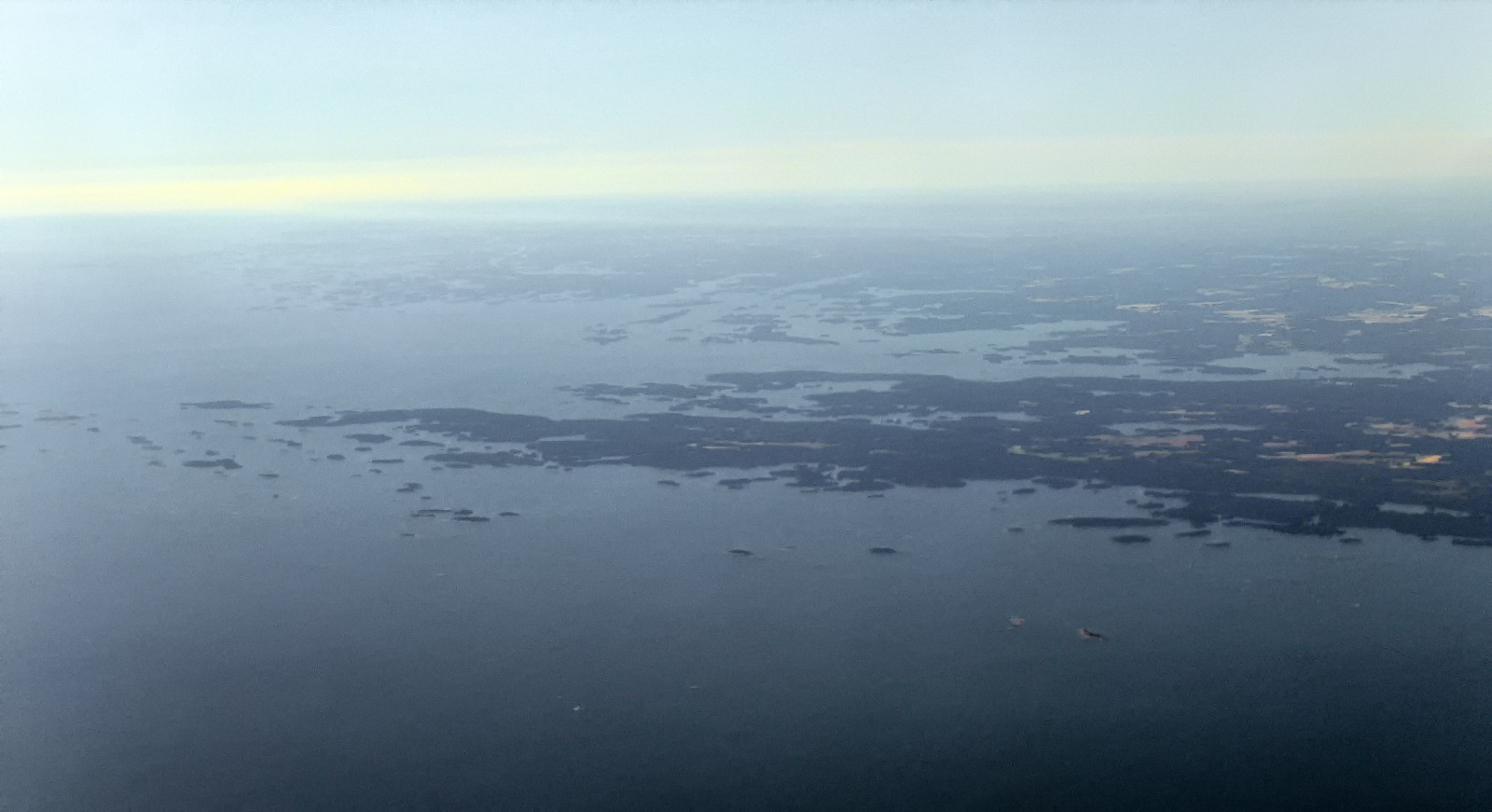
Letecký pohled na poloostrov